# Vanua Levu

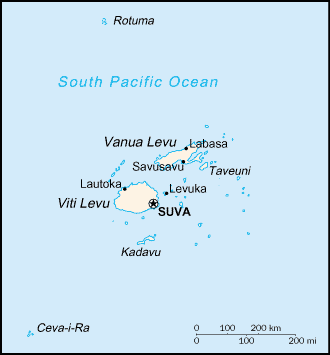
Harta Fiji

Vanua Levu (Mare Pământ) este a doua insulă ca mărime din Fiji. Așezată pe coordonatele 16°36′S, 179°12′E, la 64 km de insula cea mai mare Viti Levu. Cu o suprafață de 5.587 km², are o formă triunghiulară cu o lungime maximă de 180 km și o lățime de 30-50 km. Din partea sud-est apare o peninsulă strâmtă. Insula este vulcanică, cu un lanț muntos în centru, a cărui maximă altitudine este vărful Nasorolevu  cu 1.032 m. Împărțind insula în două zone geografice cu climă distinctă. Partea de sud-est primește vânturi alizee și este mai umedă în timp ce partea nord-occidentală este mai uscată. Principalele produse ale insulei sunt: zahărul și pulpa uscata a nucilor de cocos, din care se extrage ulei.
Populația insulei este de 130.000 locuitori, orașul cel mai mare este Labasa  așezat în delta râului cu accelași nume, și a fost fundată de muncitorii indieni. Primul european care a văzut insula a fost olandezul Abel Tasman. Insula a fost populată înaintea insulei Viti Levu.